# Brömsen (Adelsgeschlecht)
Brömsen (auch Brömbsen, Brömmsen, Brömsen, Broemsen, Brömse oder Bröms) ist der Familienname eines baltischen Adelsgeschlechts, deren Ursprung in Lüneburg und Lübeck oder Jönköping zu suchen ist. In Livland ist der Name urkundlich mit Johann von Brömsen, der Bürgermeister in Dorpat war und im Jahre 1684 verstarb, nachweisbar.

## Geschichte
Die unterschiedliche Beschreibung der Herkunft, die nach schwedischen Quellen von einem Jöran Jönsson Bröms († 1663) aus Jönköping in Schweden ausgeht und in deutschen Quellen mit einer Familie Brömbsen aus Lüneburg beginnt, vereinigen sich nach beiden Beschreibungen mit Johann von Brömsen, dem Bürgermeister von Dorpat, dem heutigen Tartu in Estland. Somit gilt dieser als der gemeinsame Stammvater der baltischen Adelsfamilie von Brömsen.

„Broembsen. Ein uraltes Adeliches, und zum Theil Freiherrliches Geschlecht in Holstein und in Franken, wo es zu der unmittelbaren Reichs-Ritterschaft des Orts Steigerwaldischen Kreises gehöret. Von dem Namen und Ursprung dieser annoch blühenden Familie sind die Nachrichten mit Traditionen untermengt, und bey den Lübeckischen und Lüneburgischen Geschichtsschreibern nicht alle gleichlautend.“

### Schwedische Variante
Nach älteren Angaben sollte das Geschlecht seinen Ursprung in Livland haben, moderne Forschungen weisen aber darauf hin, dass das Geschlecht aus Jönköping stammte und der älteste Ahn mit Jöran Jönsson Bröms († 1663), einem Kesselschmied, angegeben wird.
Dessen Sohn Johannes Bröms († 1684) wurde am 16. Juni 1678 im schwedischen Hauptquartier von König Karl XI. (1655–1697) unter dem Namen „von Bröms“ zum Ritter geschlagen. Er änderte daraufhin seinen Familiennamen auf „von Brömsen“ und wurde am 11. März 1680 unter der Registrierungsnummer 932 in das schwedische Ritterhaus eingetragen. Am 11. März 1778 wurde die schwedische Familie in die, wieder eingesetzte, zweite Ritterklasse aufgenommen. Aus der livländischen Linie des Johann Brömsen bildeten sich zwei schwedische Zweige, aus denen einige Mitglieder nach Russland zogen, während ein Zweig in Livland und später in Estland verblieb.

#### Schwedische Ahnenfolge
Jöran Jönsson Bröms (* um 1610; † 1663), Kesselschmied
- Johann von Brömssen (Bröms) (* vor 1642 in Dorpat; † 1684 ebd.), Bürgermeister von Dorpat ⚭ Sofia Dreff († 1696), Stammvater des Adelsgeschlechts von Brömsen im Baltikum

### Deutsche Variante

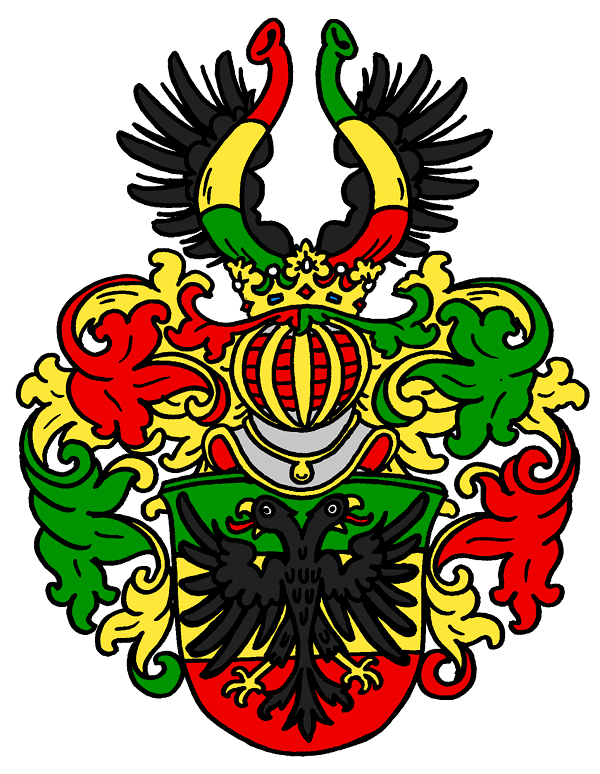
Wappen derer von Brömbsen von 1532

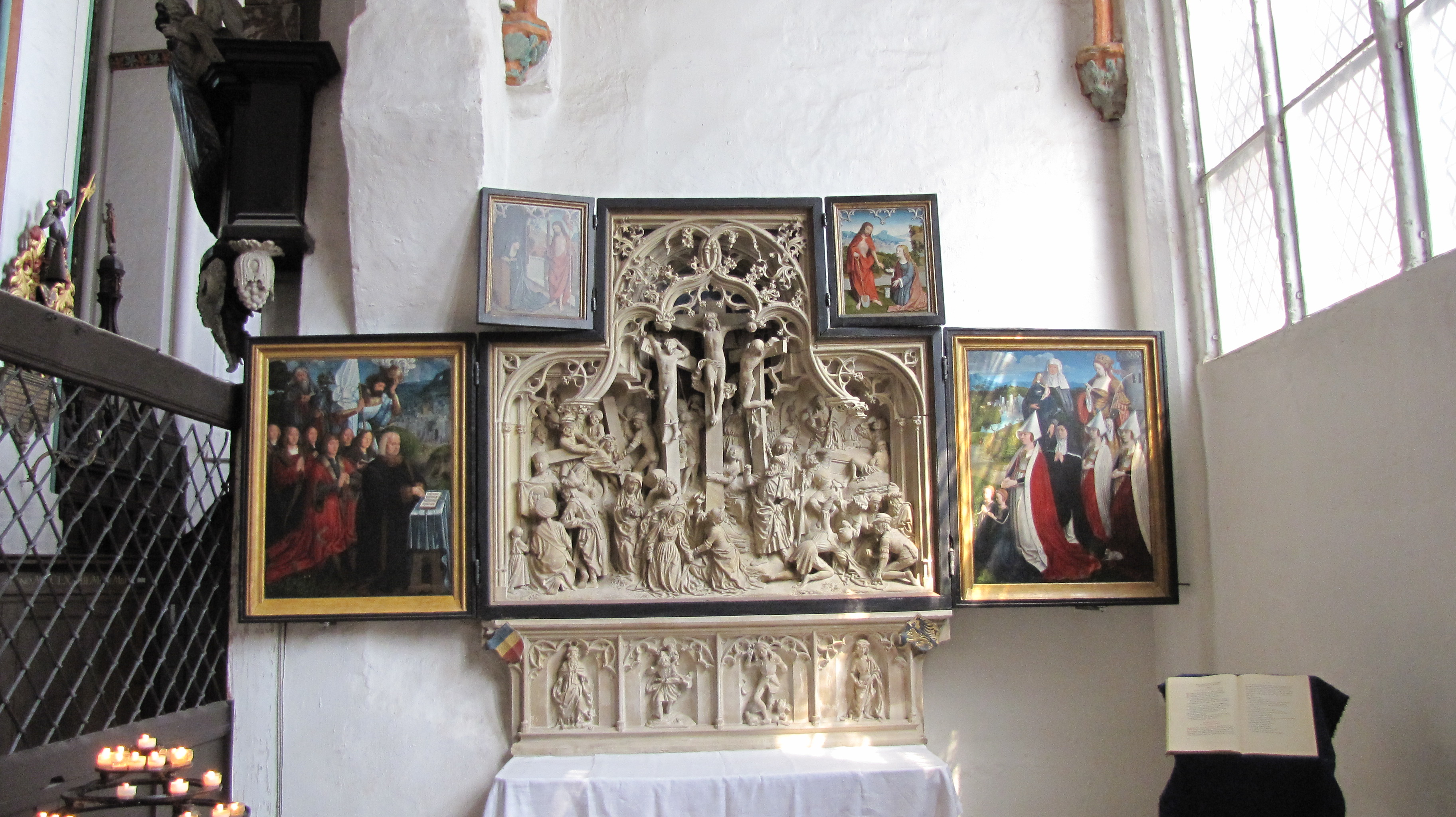
Der Brömsenaltar in der Lübecker Jakobikirche

Die Familie Brömbsen, so die deutsche genealogische Beschreibung, stammte wohl aus Lüneburg und kam über Lübeck nach Reval, dem heutigen Tallinn. Die Namensgebung begann mit Heinrich von der Netze, der sich 1342 in Lüneburg mit Margarethe Brömse († 1356) vermählt hatte. Dessen Sohn Diedrich wird als „filius Margarethae, sororis M. Thiderici Broemes“ testamentarisch benannt und hatte, nach der Verfügung seines Onkels, den Familiennamen seiner Mutter, also „Diedrich von der Netze genannt Brömse“, angenommen. Er war 1371 Ratsherr in Lüneburg und war seit 1397 verheiratet.
Deren Sohn Diedrich Brömse († 1460) war von 1433 bis 1460 ebenfalls Ratsherr in Lüneburg und mit Gesike Töbing verheiratet. Deren Sohn Heinrich Brömse (1440–1502) kam 1466 nach Lübeck, studierte in Bologna Jura und war von 1487 bis 1502 Bürgermeister in Lübeck. Er stiftete 1488 die Brömsenkapelle in der Lübecker Jakobikirche, seine Ehefrau war Elisabeth Westfal. Ihm folgte seine Söhne Dietrich (1470–1508), Nikolaus Brömse (* um 1472; † 1543 in Lübeck) als Bürgermeister in Lübeck, dieser war mit Margarethe Berk († 1562) verheiratet.

### Weitere Deutsche Ahnenfolge
Heinrich Brömse (1440–1502), Bürgermeister von Lübeck
- Dietrich Brömse (1470–1508), Ratsherr in Lübeck
- Nikolaus Brömse (1472–1543), 1531 Reichsritter und 1532 Kaiserlicher Wappenbrief für ihn und die Familie, Bürgermeister von Lübeck
- Anton Brömse (* 1482 in Lübeck; † 1519 in Reval).[4] Er wurde gewöhnlich Tönnies genannt und starb im Alter von 37 in Reval
- Wilhelm Brömse (1478–1532) wurde Taleke genannt und war ehelos in Livland als Bürger eingetragen[5]
- In unbekannte Folge: Johann Brömse, der in Reval geboren wurde und Bürgermeister in Dorpat war und 1684 dort starb.[6][7]

## Stammvater in Livland
Johann von Brömse († 1684) wurde (nach beiden Versionen) in Reval geboren. Er studierte in Rostock und Leyden Rechtswissenschaft und wurde 1662 Ratsherr in Dorpat. Im Jahre 1676 wurde er zum Bürgermeister der Stadt Dorpat gewählt und bekleidete dieses Amt bis 1681. Im Mai 1678 wurde er durch den schwedischen König Karl XI. als „von Broemsen“ geadelt und unter der Registrierungsnummer 932 in das schwedische Ritterhaus aufgenommen. In die estländische Adelsmatrikel der Estländischen Ritterschaft wurde die Familie von Broemsen aus dem Hause Samhof laut Attest aus Livland am 5. Februar 1745 eingetragen. In der Livländischen Ritterschaft wird er in die Matrikel unter der Nummer 99 geführt. Er starb am 2. April 1684 in Dorpat.

### Livländische Stammreihe
Die Stammfolge begann nachweislich in Livland mit Johann von Brömsen († 1684) und teilte sich durch seine Enkelsöhne Heinrich Wilhelm (Hendrik Villem) (1684–1738) in den 1. schwedischen Zweig und mit Carl Lorenz von Brömsen (1768–1825) in den 2. schwedischen Zweig.
Johann von Brömsen († 1684 in Dorpat), Bürgermeister der Stadt Dorpat ⚭ Sofia Dreff († 1696)
- Johann von Brömsen (1654–1718), Landrichter und Landhauptmann in Dorpat (1694) und auf Ösel (1708, 1718)
  - Heinrich Wilhelm von Brömsen (* 1684; † 1738 in Stockholm), schwedischer Major, Gründer des 1. schwedischen Zweiges
  - Johann Julius von Brömsen († 1733 in Dorpat), Major
    - Johann Julius von Brömsen (1731–1760), russischer Offizier, Gründer des russischen Zweiges
    - Adolf Julius von Brömsen (1732–1787), russischer Hauptmann

  - Adolf Friedrich von Brömsen (1689–1729)
  - Otto Georg von Brömsen (* 1690 in Dorpat)
  - Carl Gustav von Brömsen (*  1686 in Stockholm; † 1751 in Göteborg)
    - Carl Daniel von Brömsen (1736–1794), Gründer des 2. schwedischen Zweiges
- Georg von Brömsen († 1737)
  - Robert von Brömsen (1707–1801)
    - Georg Gustav von Brömsen (1754–1870)
      - Gustav Johann Robert von Brömsen (1729–1870)
        - Robert Alexander (1824–1881); Johann Justus (* 1828); Gottfried Johann (* 1828)

      - Georg Magnus Franz von Brömsen (1796–1826)
- Magnus von Brömsen (1664–1734)
  - Jakob Johann von Brömsen (1688–1768)
    - Bernhard Johann von Brömesen (1715–1780), Landrichter
    - Johann Magnus von Brömsen (1744–1823), Kreismarschall
      - Carl Bent von Brömsen (* 1786)
      - Johann Christian von Brömsen (1788–1823)
- Johann Julius von Brömsen (1701–1733)
  - Johann Julius von Brömsen (1721–1760), russischer Offizier
    - Johann Gustav Julius von Brömsen (1750–1752)

  - Adolf Julius von Brömsen (1732–1787), russischer Kapitän
    - Carl Moritz von Brömsen (1761–1822), russischer Major
      - Adolf von Brömsen (1801–1802)
      - Jakob von Brömsen (1804–1820)